# یومه‌کو آیزومه
یومه‌کو آیزومه (به ژاپنی: 逢初 夢子, Aizome Yumeko)، بازیگر سابق سینما و تئاتر ژاپنی بود که از سال ۱۹۳۰ تا ۱۹۶۵ فعال بود و در بیش از ۱۱۵ فیلم ظاهر شد.